# Enneapogon avenaceus
Enneapogon avenaceus är en gräsart som först beskrevs av John Lindley, och fick sitt nu gällande namn av Charles Edward Hubbard. Enneapogon avenaceus ingår i släktet Enneapogon och familjen gräs. Inga underarter finns listade i Catalogue of Life.